# Real Men (Lied)
Real Men ist ein Lied des britischen Musikers Joe Jackson, das 1982 als erste Single aus seinem fünften Studioalbum Night and Day veröffentlicht wurde. Er wurde von Jackson geschrieben
Der Song kam auf Platz 6 in Australien, Platz 15 in den Niederlanden und Platz 89 im Vereinigten Königreich.

## Hintergrund
Jackson beschrieb Real Men als ein Stück über den „uralten Kampf der Geschlechter“. Er sagte 1982 zu Billboard: „Ich glaube, dass die Männlichkeit und die Vorherrschaft des Durchschnittsmannes so sehr bedroht wurde, dass er nicht mehr weiß, was er tun soll. Intelligentes, vorausschauendes Denken im sexuellen Bereich wird von den Frauen übernommen. Es geht um die Art und Weise, wie sich Stereotypen umgedreht haben, auf den Kopf gestellt und bedeutungslos geworden sind.“

## Rezeption
In einer Rezension von Night and Day beschrieb Susan Molloy vom Sydney Morning Herald Real Men als „lyrisch eines der unverschämtesten Lieder seit langem“, das „scheinbar mit einem Plädoyer für die Heterosexualität der Bevölkerung endet“. Mike Day von The Age bezeichnete das Lied als „grandioses Werk“ mit einem „Klavier im Stil von Phil Spector“, einem „klagenden Refrain, der Springsteen-typisch ist“, „hallenden Trommeln“ und einem Text, der „eine Schneise in den männlichen Chauvinismus schlägt“.
Alan Kellogg vom Edmonton Journal bemerkte die „schiere lyrische Tiefe“ und „spröde Intensität“ und fügte hinzu, es sei „ein Song für die Achtziger, wenn es je einen gab.“ Stephen Holden vom Rolling Stone kommentierte: „Der schönste Song des Albums, 'Real Men', verbindet feierlich Streicherkammermusik mit Anklängen an Phil Spector, während Jackson den Widerspruch zwischen der traditionellen männlichen Rolle des Kriegers und der heutigen Macho-Schwulen-Kultur auslotet.“
Im Jahr 2015 sagte Kevin Wuench von der Tampa Bay Times über die lyrische Botschaft des Songs: „'Real Men' ist nicht so sehr ein Pro-Schwulen-Song, sondern eher ein Song mit offenem Ende, der den Hörer auffordert, seine eigene Definition dessen zu finden, was einen echten Mann ausmacht.“ Stephen Thomas Erlewine von AllMusic beschrieb den Song in einer retrospektiven Rezension von Night and Day als „eindringlich“.
Tori Amos coverte Real Men 2001 auf ihrem Album Strange Little Girls.

## Besetzung
- Joe Jackson: Gesang, Klavier, Minimoog
- Graham Maby: E-Bass
- Larry Tolfree: Schlagzeug
- Sue Hadjopoulos: Percussion
- Ed Rynesdal – Geige[9]